# Zapovjedna satnija GMTBR
Zapovjedna satnija Gardijske motorizirane brigade ustrojena je iz dijelova nekadašnjih gardijskih brigada, 1., 2. te 4. GBR, a u svom sastavu ima dva voda - za potporu Zapovjedništvu brigade i za nuklearno-biološko-kemijsku obranu, kao i Trenažnu desetinu te Tim za blisku zračnu potporu.
 Ustroj postrojbe usklađen je s njezinom ključnom zadaćom, a to je pružanje potpore u obuci postrojbama koje će biti angažirane u međunarodnim vojnim operacijama. Pripadnici NBKO voda i Trenažne desetine te tzv. tim prednjih kontrolora pripremaju kolege za mirovne misije u svom djelokrugu rada, a prema potrebi i sami sudjeluju u misijama. 